# Dilophochila bolacoides
Dilophochila bolacoides är en skalbaggsart som beskrevs av Bates 1888. Dilophochila bolacoides ingår i släktet Dilophochila och familjen Rutelidae. Inga underarter finns listade i Catalogue of Life.